# Валентина Минская
Блаже́нная Валенти́на Ми́нская (урождённая Валентина Феодоровна Сулковская) (7 апреля [21 апреля] 1888 — 6 февраля 1966) — местночтимая святая Белорусской православной церкви.

## Биография

### Происхождение
Отец Феодор Иосифович Чернявский — священник из священнического рода Чернявских, настоятель Свято-Николаевской приходской церкви в деревне Станьково Минского уезда. Проживал в соседней деревне Коски, где находились его усадьба и земельный надел. В Косках действовала приписная церковь в честь Святой Праведной Анны, располагавшаяся поблизости от дома священника, в котором Валентина провела своё детство и юность. Мать — из княжеского рода Свирских.
Феодор Иосифович, был выпускником Минской Духовной Семинарии, которую он окончил в 1873 году. Его рукополагал Преосвященный Александр (Добрынин), епископ Минский и Бобруйский. После принятия иерейского сана отец Феодор служил вначале на Полесье, в церкви деревни Качановичи, после чего в деревне Достоево. Оба прихода находились в пределах Пинского уезда.
Феодор Иосифович прибыл в сентябре 1885 года в Станьковский приход, в котором прошли наиболее важные годы его иерейского служения. В 1890 году преосвященный Симеон (Линьков), епископ Минский и Туровский, объявил ему признательность. Послужной список отца Феодора свидетельствует, что в 1902—1904 годах он исполнял обязанности благочинного, был награждён наперсным крестом, а в 1910 году удостоился ношения ордена Святой Анны III степени. Кроме того, отец Феодор также преподавал и в Станьковском народном училище.
В 1888 году Феодор Иосифович сам построил большой дом для своей семьи, а в 1889 году на средства причта и прихожан Станьковской церкви, а также графа Карла Гуттен-Чапского, была обновлена Свято-Аннинская церковь в селе Коски. Всё это было построено как раз к рождению Валентины.
Мать Валентины, Софья Петровна Чернявская, была волевой и строгой женщиной, воспитавшая в духе православия не только Валентину, но и ещё трёх дочерей: старшую Анну (1882 года рождения), Ксению (1886 года рождения) и младшую Ольгу (1892 года рождения).

### Детство
Родилась 21 (7) апреля 1888 года в селе Коски (недалеко от Станьково). Крещена в Свято-Никольской церкви с именем Валентина.
Детство Валентины и её сестёр прошло в живописной сельской местности, через которую и сегодня протекает река Уса. Все девочки выросли в дружной семье, с любовью и уважением относясь к родителям и так же общаясь между собой.
Интересен факт из детства Валентины. В пять лет она принесла из лесу маленькую ёлочку и посадила её недалеко от храма в Косках. Валентина усердно поливала ёлочку и молилась Господу, чтобы деревце росло и крепло. Ёлочка выросла в форме креста.
Валентина, так же как и её отец, училась в Минском духовном училище. После его окончания Валентина иногда заменяла своего отца и вела уроки закона Божия для маленьких детей в Народном училище.

### Юность
В юности Валентине повезло получить у отца Иоанна Кронштадтского благословение и побеседовать с ним. В те дни с Валентиной произошёл случай, который уже тогда указал на необычность девочки. Когда они с отцом шли на корабле в Кронштадт, судно, на котором они плыли, должно было столкнуться со встречным. И тогда сзади Валентины появился святой Пантелеимон Целитель и сказал ей: «Непрестанно молись!» Что Валентина и сделала. Корабли чудом разминулись.

### Взрослые годы
Незадолго до первой мировой войны Валентина Чернявская вышла замуж за Феодора Васильевича Сулковского, который, как и она сама, происходил из духовного сословия и служил в Минском уездном правлении в звании коллежского советника. Родители Валентины благословили дочь и зятя Владимирской иконой Божией Матери, которая сохранилась до наших дней вместе с образом Спасителя, родительским благословением матери жениха. Эти две иконы всегда были рядом с Валентиной. Во время войны Феодор Сулковский принял в ней участие в качестве чиновника военного ведомства, занимаясь решением вопросов, связанных с тыловым обеспечением действующих армий Западного фронта. Валентина Феодоровна, которой в ту пору исполнилось 26 лет, выехала вместе с мужем в Польшу на место его службы.
Чтобы как-то свести концы с концами в те нелёгкие годы, Валентина окончила в феврале 1917 года в Минске трёхмесячные курсы в бюро Цалима Окуня «Для переписки бумаг и для обучения письму на пишущих машинах». Во время своего обучения в Минске она ходила молиться в храмы Казанской иконы Божией Матери, Святой равноапостольной Марии Магдалины на Сторожовке, в Свято-Покровский в Крупецах, где бил из-под земли святой источник.
В августе 1917 года она выехала в Оршу (вероятно, к мужу), где и проживала вплоть до отступления немецких войск из Беларуси, которое началось в конце 1918 года. Затем вместе с мужем она вернулась на свою малую родину, в Станьково.
К этому времени её отец уже не являлся настоятелем церкви в Станьково, так как сильно болел. Лишь изредка он совершал богослужения в маленьком приписном Свято-Аннинском храме в Косках. В возрасте шестидесяти девяти лет 27 декабря 1919 года, её отец, протоиерей Феодор Чернявский умер и был погребён рядом с причтовым домом на церковном погосте.
Феодор Сулковский, её муж, не имея возможности продолжать исполнение своих прежних обязанностей по причине прихода советской власти, занялся личным подсобным хозяйством, завёл скот, стал пахать землю и сеять хлеб. В 1920-е годы в условиях новой экономической политики это давало семье скромную возможность обеспечить своё существование. А Валентина помогала своему мужу вести хозяйство.
В 1930 году в Косках был создан колхоз под названием «Пробуждение». В этот колхоз, в ноябре, в период коллективизации, вынуждены были записаться и Сулковские. По деревням пошли так называемые «красные обозы», изымавшие у крестьян собранный их трудами урожай. Людей неугодных и несогласных с творившимся беззаконием арестовывали.
В 1931 году по ложному навету так же арестовали и Феодора Васильевича. Лишив его свободы, сослали в лагерь, который находился недалеко от станции Потьма Московско-Казанской железной дороги (так называемый «Темлаг»). В лагере он пробыл до апреля 1933 года, после чего получил разрешение выехать на вольное поселение в Астрахань, где Феодора Сулковского вновь арестовали и выслали на Дальний Восток, где он и погиб.
В начале 1930-х годов, в ходе репрессий, пострадали также и другие родственники Валентины: муж старшей сестры Анны священник Василий Степура был арестован 21 апреля 1933 года и выслан в Казахстан сроком на три года. Муж сестры Ксении, священник Сергий Родаковский в том же 1933 году постановлением Особой тройки НКВД БССР был приговорен к расстрелу (в 1999 году иерей Сергий Родаковский был прославлен со святыми в лике новомучеников и исповедников Минской епархии в чине священномученика).
Валентина, оставшись без мужа, по-прежнему проживала в Косках, ухаживая за престарелой матерью. В те годы болезнь, связанная с воспалением почек, начала подкашивать здоровье Валентины.
Однажды Валентина посетила больную прозорливую женщину, которая не могла ходить и сорок лет пролежала в постели. Та женщина сказала Валентине: «Ты займешь моё место». Также известен ещё один случай. Возле их дома протекал небольшой ручеёк. Валентина вышла на этот ручей, чтобы помыть ноги, и к ней явилась неизреченной красоты женщина и сказала: «Иди и ляг». Валентина так и сделала, пошла легла, и с тех пор так и осталась лежать в постели, хотя в первое время ещё могла немножко передвигаться с палочкой. Провела в постели она 33 года, до самой смерти. За эти долгие годы у неё не было ни пролежней, ни застойных явлений, обычных в таких случаях.
Большую заботу о семье Валентины проявлял племянник Феодора Васильевича — Александр Александрович Сулковский, который поначалу проживал в качестве ссыльного в городе Златоусте Уральской области, а с конца 1934 года работал на одном из заводов Нижнего Тагила. Ежемесячно он вместе со своей супругой, высылал в Коски почтовым переводом по 100 рублей. До конца своей жизни матушка Валентина хранила отрывные талоны этих переводов как наглядное воспоминание о той безвозмездной помощи, которую оказали ей и её родительнице эти люди. Также ей помогали и её сестры. Посильные денежные переводы присылала овдовевшая Анна Феодоровна Степура. Младшая сестра Ольга не вышла замуж, жила в Минске, работала заведующей двухклассной школой и старалась помогать Валентине чем могла.
В начале 1937 года умерла её мама, Софья Петровна Чернявская, и Валентина осиротела. Дом был отнят (в нём разместили школу). Уход за болящей Валентиной взяли на себя соседи Антон и Евфросинья Лойко, присматривавшие за ней до конца своих дней.
В июле 1937 года советские власти арестовали в Минске последнюю группу православного духовенства епархии, объединявшуюся вокруг епископа Филарета (Раменского), который совершал богослужения в церкви святой равноапостольной Марии Магдалины. В числе арестованных, наряду с протоиереями Стефаном Кульчицким и Антонием Киркевичем, иереями Михаилом Рубановичем и Сергием Садовским, оказался и диакон Владимир Лобач. Все они были расстреляны 1 ноября 1937 года.
Валентиной Феодоровной были пережиты потеря мужа, смерть матери, гибель последних священнослужителей Минской епархии. Но эти трагические испытания лишь укрепили её дух и решимость принять на себя подвиг блаженного служения Господу.
Первые свидетельства о чудесах по молитвам матушки Валентины, относятся к довоенному периоду. Валентина предвидела Великую Отечественную войну и односельчанам говорила: «придется увидеть железные птушки…» Во время войны к ней приходили жёны, матери и сёстры мобилизованных на фронт мужчин. Ей они приносили свои платки, которые Валентина с молитвой благословляла. Эти намоленные платочки мужчины бережно хранили под боевыми гимнастёрками и возвращались с войны домой.
В дальнейшем служение матушки Валентины протекало в весьма неблагоприятный период для церковной жизни, отличавшийся особым напряжением, наступившим в конце 1950-х — первой половине 1960-х годов. В те годы Святая Церковь претерпевала усиленное гонение со стороны советской атеистической власти. В условиях массовой антирелигиозной пропаганды, повсеместного закрытия и разрушения храмов советским гражданам внушалось, что через двадцать лет с Церковью будет покончено навсегда, а по телевидению «покажут последнего попа». Была также запрещена и религиозная литература и проповедь.
Последний год своей жизни матушка Валентина провела под присмотром своей сестры Ольги. Валентина жила очень скудно: скромная постель, простенький матрасик, на котором она лежала, прикрыта была подушкой; другая подушечка лежала у неё под ногами. Несмотря на свою немощь, Валентина не разрешала себя особенно часто переодевать или помыть: может раз в месяц, а может и в три месяца только раз. Питалась Валентина также очень скромно, а если её посетители и приносили хоть что-нибудь из съестного, она всё равно ничего из принесённого и не пробовала. А когда её и упрашивали хоть что-нибудь попробовать, она отвечала: «Ешьте Вы, а нам болящим — легче лежать».
Свой молитвенный подвиг матушка Валентина совершала ради утверждения в вере тех, кто являлся непосредственным свидетелем и участником сопротивления Церкви в её мужественном противостоянии атеистическому государству. В этой молитвенной помощи состоял смысл служения блаженной Валентины Богу и людям в те тяжкие времена.
Своим просветлённым взором Валентина видела мир с его духовной, чаще всего невидимой для внешнего взгляда стороны. Поэтому она духом прозревала жизнь посещавших её людей; не спрашивая, кто и зачем пришёл, давала ответы даже на невысказанные вопросы. Обычно её поучения облекались в форму иносказаний, притч, которые были понятны лишь тому, на чей личный вопрос она отвечала. Матушка ясно видела прошедшее и будущее и, когда считала необходимым, говорила об этом людям. Открывая сокровенное в душе посетителя, она утверждала в нём веру в Господа Иисуса Христа, обличала нераскаянных грешников, призывала их к покаянию и спасению. Матушка Валентина утешала скорбящих и своей молитвой помогала им, по милости Божьей возвращала здоровье больным.

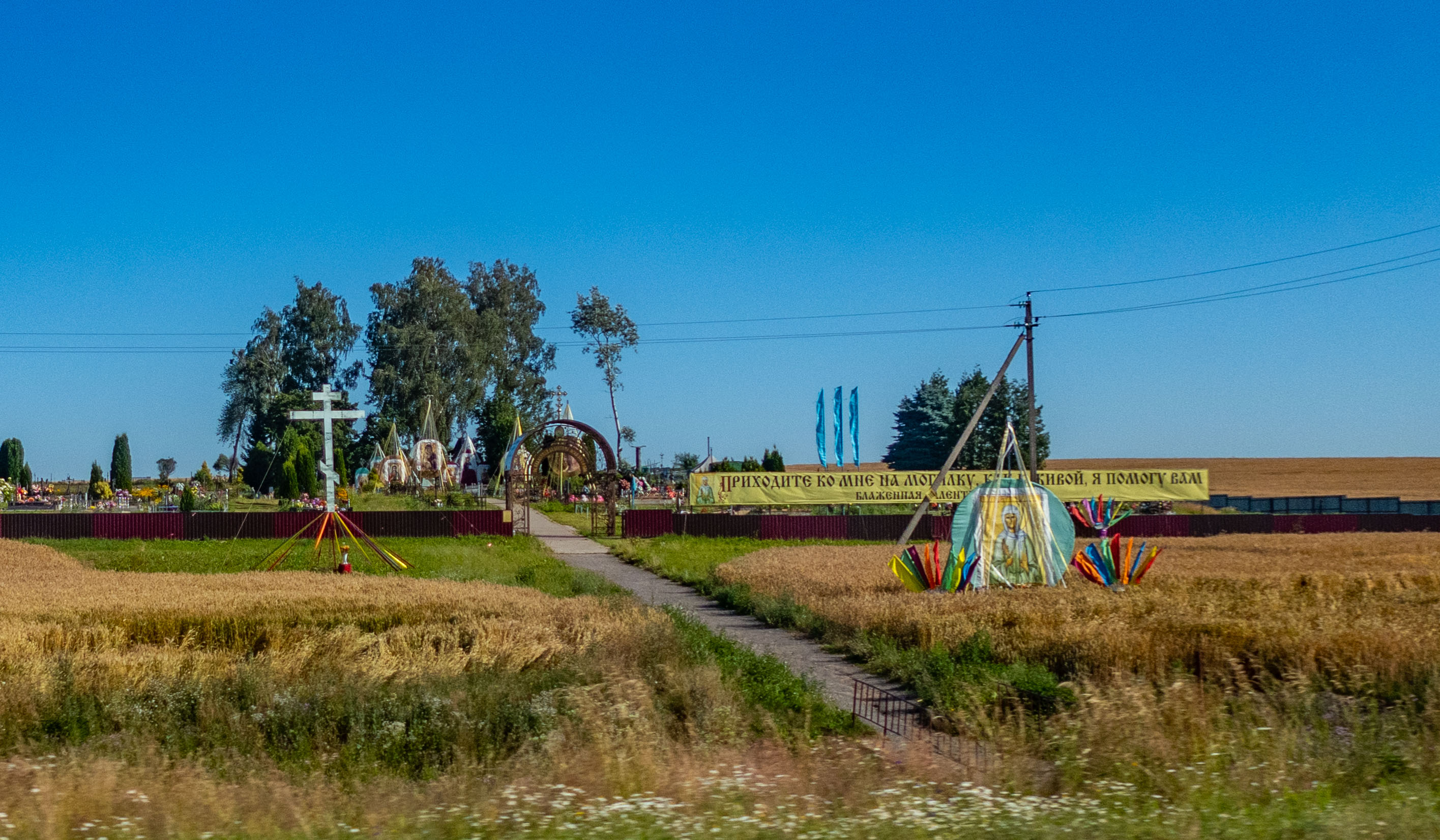
Сельское кладбище, на котором похоронена Валентина

Тем, кто приходил к ней без упования на помощь Творца и воспринимал её как чародейку-целительницу, она никогда и ни в чём не помогала. Матушка Валентина старалась привить человеку духовный навык упования на милость Господа, на помощь Его Пречистой Матери и предстательство святых угодников Божиих.
Своим современникам, людям, проживавшим по соседству с нею, она запомнилась как человек необыкновенной доброты и сострадания, постоянно пребывавший в молитве. Верующих людей привлекали прозорливость матушки, её молитвенное заступничество и помощь.
Умерла матушка Валентина 6 февраля 1966 года. Её похоронили на местном кладбище, находящемся недалеко от её родной деревни Коски  (точнее - между деревней Крысово и трассой М1). Похороны Матушки вызвали переполох у властей; всё время присутствовал их наблюдатель. Было запрещено хоронить со священником, поэтому присутствовал он скрытно — в гражданской одежде. Долгое время на её могиле с металлической оградкой стоял лишь металлический крест со скромной надписью, кто и когда похоронен. С 2012 года над её могилой устроена металлическая сень с небольшим куполом и крестом, украшенная искусно выкованной виноградной лозой.